# Gortina
Gortina este o localitate din comuna Muta, Slovenia, cu o populație de 563 de locuitori.